# Горњи Лакош
Горњи Лакош (словен. Gornji Lakoš, мађ. Felsőlakos) је насељено место у општини Лендава, Помурска регија, Словенија.

## Историја
До територијалне реорганизације у Словенији био је у саставу старе општине Лендава.

## Становништво
У попису становништва из 2011. године, Горњи Лакош је имао 421 становника.
| Број становника према пописима | Број становника према пописима | Број становника према пописима |
| ------------------------------ | ------------------------------ | ------------------------------ |
| 1991                           | 2002                           | 2011                           |
| 485                            | 438                            | 421                            |